# Palazzo Lanza Tomasi
Il Palazzo Lanza Tomasi di Lampedusa è un edificio patrizio del XVII secolo, ubicato sulle Mura delle Cattive e affacciato sul Foro Italico, lungomare di Palermo.

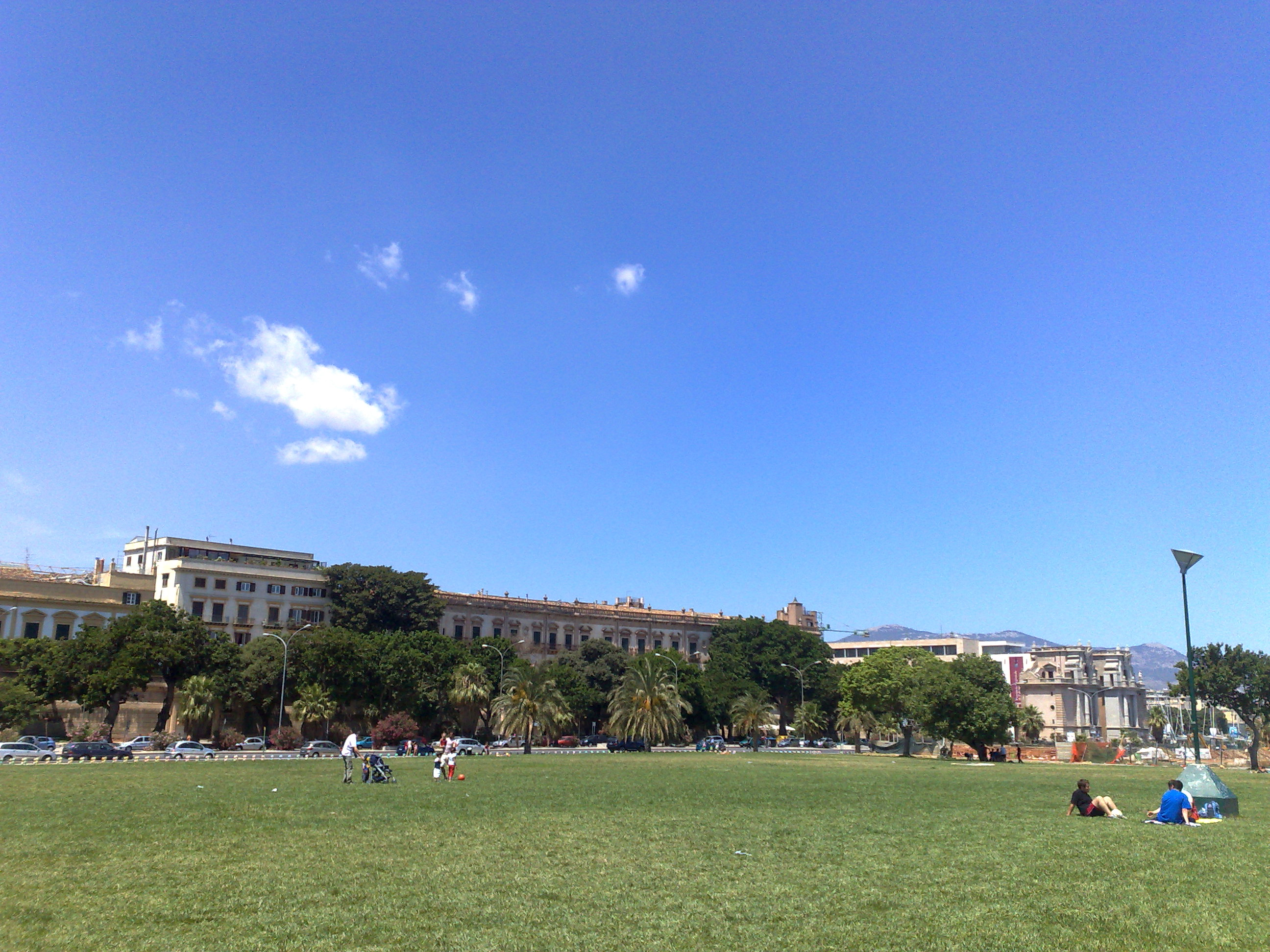
Panoramica.

## Storia

### Epoca spagnola
L'edificio - altrimenti definito Palazzo Lampedusa alla Marina, con accesso in via Butera - sorge nel quartiere Kalsa, la cittadella eletta degli Emiri, adiacente all'Hotel Trinacria. L'attuale costruzione fu edificata alla fine del Seicento sui bastioni spagnoli, fortificazioni erette a difesa degli attacchi e delle incursioni perpetrati da ciurme pirata o corsare, nel contesto storico in cui imperava il bisogno primario di assicurarsi la supremazia navale nel Mediterraneo.
Dopo la vittoriosa impresa di Tunisi nel 1535, Carlo V d'Asburgo predispose la costruzione di nuovi bastioni per la difesa della città. Dopo il transito dell'imperatore in molte località dell'isola, i viceré di Sicilia Ferrante I Gonzaga prima, e Giovanni Vega poi, gestirono imponenti cantieri di fortificazioni alla moderna. La Marina era protetta a nord dal Forte di Castellamare, a sud dal bastione di Vega, e fra i due fu eretto il bastione del Tuono. In prossimità delle mura la zona era densamente militarizzata e soltanto nella seconda metà del Seicento si cominciarono ad edificare i palazzi a ridosso delle mura. Il bastione del Tuono fu demolito attorno al 1720, quello di Vega sul finire del secolo.
I primi edifici furono il palazzo Branciforte di Butera e la chiesa di San Mattia Apostolo con l'aggregato noviziato dei Crociferi. I Branciforte furono i proprietari dell'intera cortina muraria da Porta Felice al bastione del Tuono. Gli edifici a ridosso del bastione furono ceduti ai Gravina e da questi affittati ai Padri Teatini che li adibirono a Collegio Imperiale per l'educazione dei nobili.
Il Collegio fu chiuso nel 1768 e il palazzo fu acquistato da Giuseppe Amato, principe di Galati. Questi intervenne unificando in un unico prospetto di stile vanvitelliano la facciata sul mare, formata da dieci finestre con terrazza.

### Epoca unitaria
Nel 1849 il principe Giulio Fabrizio Tomasi di Lampedusa, astronomo dilettante, lo acquistò con l'indennizzo versatogli dalla corona per l'espropriazione dell'isola di Lampedusa.
Gli armatori De Pace acquistarono metà del palazzo nel 1862 e lo trasformarono secondo il gusto del tempo, realizzando il grande scalone d'ingresso e il parquet a doghe di ciliegio e noce per la Sala da ballo. Il manufatto marmoreo, come tanti altri elementi d'arredo, proviene dal convento delle Stimmate, abbattuto in seguito alla costruzione del Teatro Massimo Vittorio Emanuele.

### Epoca contemporanea
Nel 1948 il principe Giuseppe Tomasi di Lampedusa, il famoso autore de Il Gattopardo, dopo la perdita del palazzo di famiglia nei bombardamenti del 22 marzo e del 5 aprile 1943, ricomprò la proprietà dai De Pace e vi risiederà fino alla morte, avvenuta nel 1957.
Fu poi residenza di suo figlio adottivo (oltre che parente di sangue), il musicologo Gioacchino Lanza Tomasi (1934-2023), e della consorte duchessa Nicoletta Polo Lanza Tomasi. Ha riunificato l'intera proprietà e compiuto un completo restauro dell'edificio.
L'ultimo piano è sede della struttura ricettiva Butera 28 Apartments.

## Stile
Prospetto verso la marina con dodici finestre e terrazza, quest'ultima un vero e proprio giardino pensile con fonte, ricco di essenze mediterranee e subtropicali. 
La costruzione presenta quattro livelli, di cui tre elevazioni oltre il pianoterra su via Butera. Il solo piano nobile sul fronte mare.
- Piano nobile del palazzo costituisce in gran parte la casa museo dello scrittore:
  - Biblioteca storica di Giuseppe Tomasi di Lampedusa.[7] Nell'ambiente sono presenti due grandi bocce di Caltagirone del primo Settecento, sulla parete sopra il caminetto, un San Girolamo, opera di Jacopo Palma il Giovane.
  - Sala da ballo, ambiente in cui sono esposti tutti i suoi manoscritti: il manoscritto completo de Il Gattopardo, quello della quarta parte del romanzo contenente una pagina che con compare nella pubblicazione, il dattiloscritto, i manoscritti della Lezioni di Letteratura Francese e Inglese e dei Racconti, una prima stesura de La Sirena. Nella sala è presente un piccolo quadro di Domenico Provenzani raffigurante la famiglia del "Duca Santo" Giulio Tomasi di Lampedusa.
  - Scalone monumentale[7] in marmo. Tra gli ambienti che raccorda si trovano:
  - Sala delle Conferenze: ambiente con soffitto affrescato ed una splendida collezione di ventagli francesi del Settecento;
  - Sala del Mediterraneo, l'ambiente ospita una collezione di carte nautiche redatte dalla Marina Inglese nel 1870, di proprietà del nonno di Gioacchino Lanza Tomasi;
  - Museo della famiglia Tomasi di Lampedusa;
  - Sale di ingresso[7] e un secondo scalone.

### Opere
I restanti arredi del piano nobile provengono da Palazzo Lanza di Mazzarino. Tra questi uno tavolo in marmo intagliato della metà del Cinquecento, originariamente nella Villa Palagonia, due rari cassettoni siciliani in ebano e avorio del primo Settecento, due lampadari a gabbia di Murano modello Rezzonico e uno centrale di epoca Luigi XVI. Quadri di Pietro Novelli, Antonio Catalano, Federico Barocci. Opere moderne come bozzetti di Robert Wilson (regista), Arnaldo Pomodoro, Giulio Paolini e Mimmo Paladino, oltre a due ritratti a penna di Pablo Picasso risalenti al 1910, raffiguranti la marchesa Anita, nonna di Gioacchino Lanza Tomasi.